# Soloot
Soloot（ソルート）は、ダイヤルアップ接続を利用するインターネットサービスプロバイダ。通話料は発生するが、それ以外の料金が必要ないことから「無料プロバイダ」を標榜している。2002年（平成14年）2月8日にサービス開始。全国共通のアクセスポイントから利用できるため日本全国で利用可能だが通信速度はダイヤルアップ接続のためにアナログモデムで最高56kbpsまで、ISDNで128kbpsが限界である。

## サービス内容
電話料金（固定電話の場合、3分10.5円）のみでダイヤルアップ接続が可能。電話料金の請求は、ソフトバンクテレコムから「ダイヤルアップ通信料」として請求書が送付される。
公衆電話から接続可能な無料プロバイダとして貴重な存在であったが、2006年（平成18年）10月1日にサービス内容が変更され、現在は、公衆電話、ISDNのMP128、携帯電話、PHS、KDDIメタルプラス及び光プラスからはアクセスできない。

## 特徴
- 入会手続き不要、専用接続ソフトも不要のため、簡単な接続設定のみで、すぐに利用できる。
- インターネット接続時、ブラウザ上に広告表示義務なし。

## 運営
- 運営者名： 株式会社人気組
- 本社所在地： 東京都千代田区大手町1-7-2 東京サンケイビル27階 サーブコープ大手町東京サンケイビル（レンタルオフィス）

従来の運営者：有限会社機密保持総合研究所　
- 本社所在地：東京都台東区東上野3丁目34-4　東上野ビル[3]
- 連絡先：東京都中央区銀座5-15-1 SP387（ビジネスコンビニ「ストックプラス」[4]の私設私書箱）[5]

両社は代表者が同一。会社形態と社名、連絡先を変えたのみと考えられる。